# Municipio de Reily
El municipio de Reily (en inglés: Reily Township) es un municipio ubicado en el condado de Butler en el estado estadounidense de Ohio. En el año 2010 tenía una población de 2624 habitantes y una densidad poblacional de 27,63 personas por km².

## Geografía
El municipio de Reily se encuentra ubicado en las coordenadas 39°26′5″N 84°45′35″O / 39.43472, -84.75972. Según la Oficina del Censo de los Estados Unidos, el municipio tiene una superficie total de 94.98 km², de la cual 94,98 km² corresponden a tierra firme y (0 %) 0 km² es agua.

## Demografía
Según el censo de 2010, había 2624 personas residiendo en el municipio de Reily. La densidad de población era de 27,63 hab./km². De los 2624 habitantes, el municipio de Reily estaba compuesto por el 96,65 % blancos, el 0,8 % eran afroamericanos, el 0,19 % eran amerindios, el 0,5 % eran asiáticos, el 0,27 % eran de otras razas y el 1,6 % eran de una mezcla de razas. Del total de la población el 0,72 % eran hispanos o latinos de cualquier raza.